# Rudolf Schomerus
Rudolf Schomerus (* 1933; † 2007) war ein deutscher Jurist und Ministerialrat im Bundesministerium des Innern. Zusammen mit Peter Gola verfasste er den Standardkommentar zum Bundesdatenschutzgesetz (BDSG).

## Leben und Werk
Rudolf Schomerus studierte nach dem Abitur Jura in Freiburg i. B., Hamburg und an der FU Berlin. 1960 legte er in Hamburg das Erste Juristische Staatsexamen und 1965 das Zweite Juristische Staatsexamen ab.
Unterbrochen wurde das juristische Referendariat durch die Arbeit an seiner Dissertation Die verfassungsrechtliche Entwicklung der lutherischen Kirche in Nordamerika von 1638 bis 1792. Mit dieser wurde er 1965 in Göttingen zum Dr. jur. promoviert.

## Schriften
- Rudolf und Gesina Schomerus, Missionare in Pandur/Indien. Aus der Sicht ihres Enkels Rudolf Schomerus. (PDF; 160 kB)
- Die verfassungsrechtliche Entwicklung der lutherischen Kirche in Nordamerika von 1638 bis 1792. Kleinert, Göttingen 1965.
- mit Peter Gola: Bundesdatenschutzgesetz (BDSG): Kommentar. 11., überarbeitete und ergänzte Auflage. Beck, München 2012, ISBN 978-3-406-63876-3.